# Talking Book
Talking Book, ett musikalbum av Stevie Wonder, släppt 1972 på skivbolaget Motown. Det här albumet brukar tillsammans med Innervisions och hans dubbel-LP Songs in the Key of Life räknas till hans bästa album, och även till ett av de bästa soul och R&B-album som gjorts.
Här finns två av Stevie Wonders kändaste och definitivaste låtar med, "You Are the Sunshine of My Life", och "Superstition". "Superstition" har ett starkt karaktäristiskt "funk-rock"-riff spelat på clavinet som gjorde att Wonder också började uppmärksammas av de som lyssnade på rockmusik. Båda låtarna släpptes som singlar och nådde förstaplatsen på Billboard Hot 100-listan i USA. Även de mindre kända låtarna på albumet brukar klassas till hans bästa.
Magasinet Rolling Stone har listat albumet på plats 90 på sin lista The 500 Greatest Albums of All Time.

## Låtlista
1. "You Are the Sunshine of My Life"
2. "Maybe Your Baby"
3. "You and I (We Can Conquer the World)"
4. "Tuesday Heartbreak"
5. "You've Got It Bad Girl"
6. "Superstition"
7. "Big Brother"
8. "Blame It on the Sun"
9. "Lookin' for Another Pure Love"
10. "I Believe (When I Fall in Love It Will Be Forever)"

## Listplaceringar
| Lista (1972-1973) | Position             |
| ----------------- | -------------------- |
| Finland           | 27                   |
| Frankrike         | 9                    |
| Japan             | 44 (Oricon)          |
| Kanada            | 13 (RPM)             |
| Norge             | 24 (VG-lista)        |
| Storbritannien    | 16 (UK Albums Chart) |
| USA               | 3 (Billboard 200)    |